# Gárment del templo

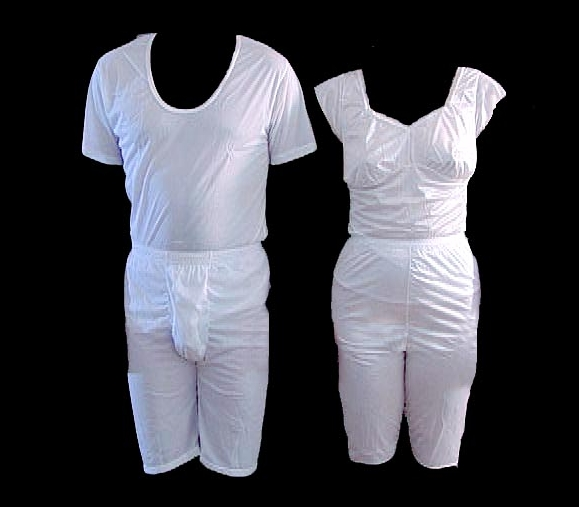
Las prendas de dos piezas para el templo posteriores a 1979 terminan justo por encima de la rodilla para ambos sexos. Las prendas femeninas tienen mangas casquillo con escote redondo o de corazón. Las prendas masculinas están disponibles en forma de camiseta.

El gárment del templo, conocida simplemente como gárment ,es un tipo de ropa interior que usan los creyentes de la Iglesia de Jesucristo de los Santos de los Últimos Días después de haber participado en la ceremonia de investidura.  La ropa interior se ve como un recordatorio simbólico de los pactos que se hacen en las ceremonias del templo y se ven como una fuente simbólica y/o literal de protección contra los males del mundo.
La prenda se entrega como parte de lavado y unción de la investidura. Hoy en día, la prenda del templo es usada principalmente por los miembros de La Iglesia de Jesucristo de los Santos de los Últimos Días (Iglesia SUD) y por los miembros de algunas iglesias fundamentalistas mormonas. Los adeptos las consideran sagradas y no aptas para su exhibición pública. Los activistas anti-mormones han exhibido o desfigurado ocasionalmente las prendas del templo para promover su oposición a la Iglesia SUD.
Los no mormones a veces se burlan de las prendas del templo como "ropa interior mágica", pero los mormones consideran que esta terminología es engañosa y ofensiva.

## Propósito
Según la Iglesia de Jesucristo de Los Santos de los Últimos Días, las prendas del templo sirven para varios propósitos. En primer lugar, la prenda proporciona al miembro "un recordatorio constante" de los convenios que hizo en el templo. En segundo lugar, la prenda "cuando se usa correctamente, brinda protección contra la tentación y el mal". Usar la prenda es también "una expresión externa de un compromiso interno" de seguir a Jesucristo. La autoridad general Carlos E. Asay agrega que la prenda "fortalece al usuario para resistir la tentación, rechazar las malas influencias y defender firmemente lo correcto". 
La naturaleza de la protección que se cree que brindan las prendas del templo es ambigua y varía entre los adherentes. Los investigadores que entrevistaron cierta cantidad de fieles informaron que prácticamente todos los usuarios expresaron la creencia de que usar la prenda brindaba "protección espiritual" y los alentaba a guardar sus convenios. Algunos de los entrevistados "afirmaron que la prenda también brindaba protección física, mientras que otros parecían menos seguros de cualquier aspecto físico de la protección".  En el folclore mormón , se cuentan historias de Santos de los Últimos Días que dan crédito a las prendas del templo por haberlos ayudado a sobrevivir en accidentes automovilísticos, incendios y desastres naturales.

## Creencias
Para los devotos a la Iglesia SUD, la prenda del templo representa los aspectos sagrados y personales de su relación con Dios. El entonces presidente de la Iglesia, Joseph F. Smith, enseñó que la prenda debía considerarse la más sagrada de todas las cosas en el mundo, junto a su propia virtud. Por esta razón, la mayoría de los miembros de la iglesia se sienten incómodos al hablar sobre la prenda de manera casual o irrespetuosa. Algunos líderes de la iglesia han comparado la prenda con las vestimentas clericales usadas por el sacerdotes de otras iglesias.

## Orígenes y evolución

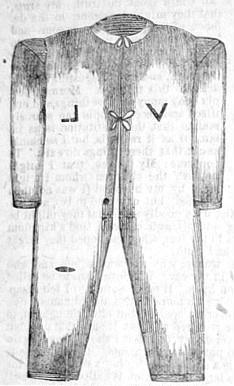
Prenda del templo alrededor de 1879

La prenda, tal como se describió por primera vez en la década de 1840, era una prenda interior de una sola pieza que se extendía hasta los tobillos y las muñecas, asemejándose a un traje de unión, con una entrepierna abierta y un cuello. Estaba hecho de algodón crudo y se sujetaba con lazos de doble nudo. La mayoría de las prendas eran hechas en casa por los fieles.

## Diseño
Durante varias décadas después de su introducción en la década de 1840, el estilo original del traje de las prendas del templo del siglo XIX fue aceptado dentro de la doctrina mormona como inalterable. En 1906, el presidente de la iglesia, Joseph F. Smith, caracterizó como un "pecado grave" cualquier intento, en nombre de las cambiantes tendencias de la moda, de modificar el patrón de vestimenta de la década de 1840, que caracterizó como sagrado, sin cambios e inalterado con respecto al patrón mismo en que Dios les dio.  Sin embargo, aunque algunos fundamentalistas mormones todavía utilizan el patrón original de la prenda, mientras que la Iglesia SUD con sede en Salt Lake City ha actualizado el patrón original, lo que los fundamentalistas denuncian.  
En 1923, una carta del presidente de la iglesia, Heber J. Grant, a los presidentes de estaca y de los templos, afirmaba que después de una cuidadosa y orante consideración, la Primera Presidencia y el Cuórum de los Doce Apóstoles de la Iglesia SUD habían decidido unánimemente que se permitirían modificaciones específicas a las prendas: las mangas pueden terminar en el codo, en vez de las munecas; las piernas podrían acortarse hasta justo debajo de la rodilla; y se podrían utilizar botones en lugar de cadenas. Se eliminó el cuello y se cerró la entrepierna abierta.  Después de 1923 se realizaron otros cambios que acortaron aún más las mangas y las piernas y eliminaron los botones.
En la década de 1930, la Iglesia SUD construyó Beehive Clothing Mills, una industria que se encargaba de fabricar y vender prendas. Esto llevó a un diseño más estandarizado. Durante esta época las prendas de mujer usaban diseños de una sola pieza que terminaban justo por encima de las rodillas. En la década de 1970, estuvo disponible la primera prenda de dos piezas y los mormones en general aceptaron el cambio. Hoy en día, las prendas se confeccionan en ambos estilos con una variedad de tejidos diferentes. Los estilos femeninos se venden con escote redondeado o en forma de corazón con mangas japonesas, y el escote en forma de corazón suele seguir la línea del sujetador. También existen dos estilos de escotes para las prendas de varones.
Los miembros de la iglesia investidos pueden comprar prendas a través de los centros de distribución de la iglesia en todo el mundo, por correo y en línea. Se venden a un precio moderado que se supone cercano al costo de su producción. Para comprar prendas del templo, los miembros deben haber recibido su investidura del templo. Para adquirir prendas en línea deberán facilitar su número de cédula de miembro.

### Marcas en el gárment

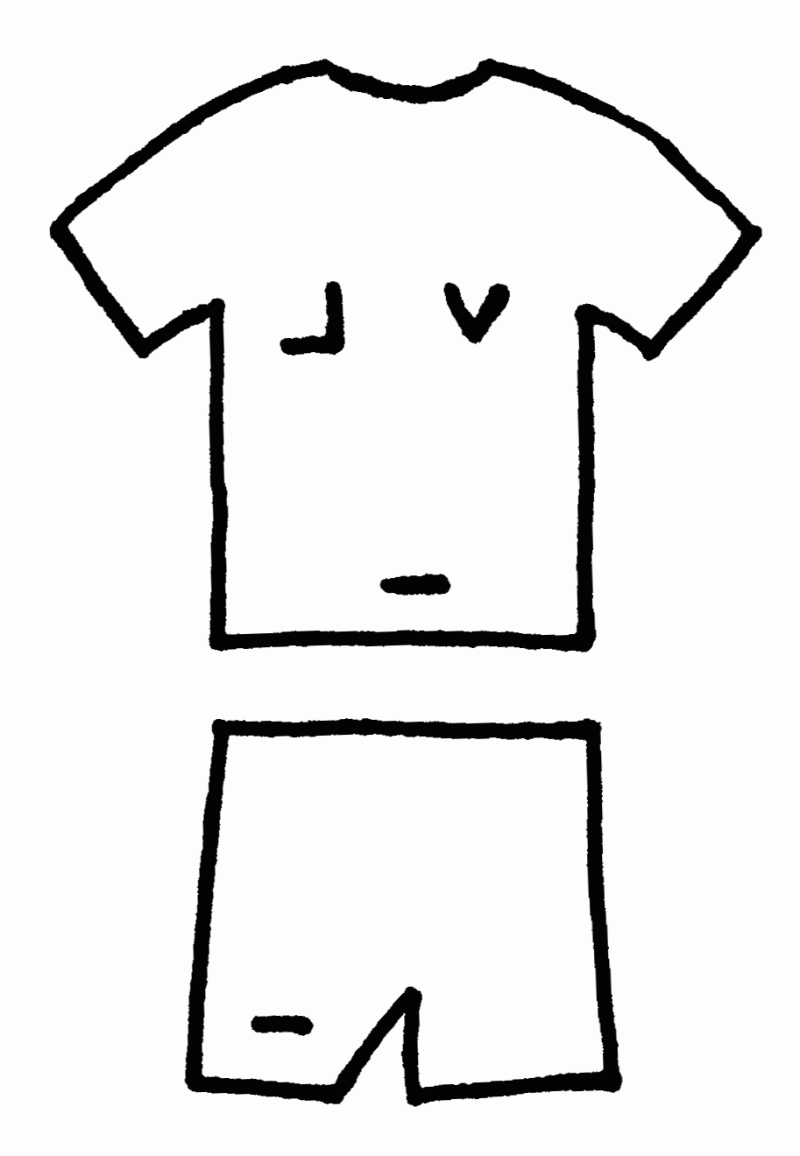
Ilustración de las marcas del gárment del templo

La prenda original tenía cuatro marcas que fueron cortadas en la tela como parte de la ceremonia de investidura original ofrecida en el templo de Nauvoo. Estas marcas eran un símbolo en forma de L invertida en el pecho derecho, un símbolo en forma de V en el pecho izquierdo y marcas horizontales en el ombligo y sobre la rodilla derecha. Estos cortes fueron posteriormente sustituidos por símbolos bordados o serigrafiados en las prendas.
Las marcas en las prendas son considerados símbolos sagrados.El símbolo en forma de V en el pecho izquierdo simboliza una especie de "brújula personal", mientras que los primeros líderes de la iglesia se referían al símbolo en forma de L invertida en el pecho derecho como "la escuadra". 
Según una descripción del entonces presidente de la iglesia, John Taylor, en 1883, el "la escuadra" representa "la justicia y la equidad de nuestro Padre Celestial, que recibiremos todo el bien que nos llegue o todo lo que ganemos, en un trato justo", y la "Brújula" o "compás" representa "la Estrella del Norte". Además de la escuadra y el compás, Taylor describió los otros símbolos de la siguiente manera: el collar representaba la idea de que el "yugo es fácil y [su] carga es ligera" del Señor, o la "Corona del Sacerdocio"; los hilos de doble nudo representaban "la Trinidad" y "la alianza matrimonial"; la marca del ombligo representa "fuerza en el ombligo y médula en los huesos"; y la marca de la rodilla representa "que toda rodilla se doblará y toda lengua confesará que Jesús es el Cristo". 
En 1926, el apóstol SUD , David O. McKay, ofreció una descripción actualizada que luego se incorporó a la ceremonia de investidura de la iglesia. Según la explicación de McKay, la "marca de la brújula" representa "un rumbo infalible que conduce a la vida eterna; un recordatorio constante de que los deseos, apetitos y pasiones deben mantenerse dentro de los límites que el Señor ha establecido; y que toda verdad puede ser circunscritos en un gran todo"; la "marca de la escuadra" representa "exactitud y honor" en guardar los mandamientos y pactos de Dios; la marca del ombligo representa "la necesidad de alimento constante del cuerpo y del espíritu"; y la "marca de la rodilla" representa "que toda rodilla se doblará y toda lengua confesará que Jesús es el Cristo".  A diferencia de Taylor, McKay no describió el simbolismo del cuello o los cordones porque esos elementos de la prenda habían sido eliminados en 1922. 

### Color de la prenda
En 1893, la iglesia expresó oficialmente una preferencia por la vestimenta blanca, que desde entonces se ha convertido en el color estándar, con excepción de la vestimenta militar que usa colores de esa profesión. Los devotos de la iglesia que pertenecen al ejército de su país pueden comprar prendas de vestir del color arena del desierto y pueden enviar camisetas militares reglamentarias de cualquier color a la iglesia para que se les agreguen de forma personalizada las marcas simbólicas. 

## Enseñanzas
En el Manual General de la iglesia, se instruye a los líderes a decirles a sus miembros que deben usar estas prendas durante toda su vida y que no deben alterarlas. En la entrevista para recibir una recomendación para el templo, se pregunta a los miembros si usan la prenda según las instrucciones del templo. A los miembros se les dice que no deben quitarse parcial o completamente ninguna parte de la prenda para participar en actividades que "pueden realizarse razonablemente con la prenda usada correctamente debajo de la ropa".
Se les indica también a los fieles que no deben ajustar las prendas ni usarlas de una manera que se adapte al uso de ciertos estilos de ropa. Esto incluye descubrir áreas del cuerpo que normalmente estarían cubiertas por la prenda, como los hombros y la parte inferior de los muslos. Antes de deshacerse de las prendas viejas, se instruye a los miembros a recortar las marcas que tienen y descartarlas separadas de la prenda.